# هستوريا بريتونوم
هستوريا بريتونوم (باللاتينية: Historia Brittonum) وألتي تعني تاريخ البريطونيين وهي مجموعة مخطوطات تاريخية تكلمت عن تاريخ البريطونيين سكان جزيرة بريطانيا الأصليين وأساطيرهم، يعود تاريخها لسنة 828 ميلادية، ويعتقد أنها من تأليف راهب ويلزي اسمه نينيوس.